# Аделхайд фон Волфратсхаузен
Вижте пояснителната страница за други личности с името Аделхайд.
Аделхайд фон Дийсен-Волфратсхаузен (на немски: Adelheid von Wolfratshausen; Adelaide; * ок. 1084; † 11 януари 1126) е чрез женитба графиня на Зулцбах в Нордгау, Бавария.

## Произход
Тя е дъщеря на граф Ото II граф на Дисен-Волфратсхаузен († 1122) и съпругата му Юстиция Австрийска († 1120/1122), дъщеря на маркграф Ернст († 1075) и Аделхайд от Айленбург († 1071).

## Фамилия
Аделхайд се омъжва 1113 г. за Беренгар I от Зулцбах (1080 – 1125), граф на Зулцбах в Нордгау. Тя е втората му съпруга и има с него децата:
- Аделхайд, абатиса на манастир Нидернбург в Пасау
- Гебхард III († 1188), граф на Зулцбах, женен 1129 г. за Матилда, дъщеря на Хайнрих IX от Бавария
- Гертруда фон Зулцбах († 1146), германска кралица, омъжва се пр. 1134 г. за крал Конрад III
- Берта фон Зулцбах (1110 – 1159), византийска императрица (1146 – 1159), първа съпруга на византийския император Мануил I Комнин
- Луитгарт фон Зулцбах († сл. 1163), омъжва се I. 1139 за херцог Готфрид II († 1142), II. 1143 г. за граф Хуго X (XII) фон Дагсбург и Мец († сл. 1178)
- Матилда († 1165), омъжва се 1140 г. за Енгелберт III, маркграф на Истрия